# (16683) Alepieri
(16683) Alepieri est un astéroïde de la ceinture principale.

## Description
(16683) Alepieri est un astéroïde de la ceinture principale. Il est découvert le 3 mai 1994 à San Marcello Pistoiese par Luciano Tesi et Gabriele Cattani. Il présente une orbite caractérisée par un demi-grand axe de 3,04 UA, une excentricité de 0,11 et une inclinaison de 3,9° par rapport à l'écliptique.

## Compléments